# متلازمة هوفمان
متلازمة هوفمان هي شكل نادر من الاعتلال العضلي الناجم عن قصور الدرقية وينبغي عدم الخلط بينها وبين مرض ويردنغ هوفمان (نوع من أنواع الضمور العضلي الشوكي).
أمكن توثيق هذه المتلازمة للمرة الأولى في عام 1897 بواسطة يوهان هوفمان. تبدأ أعراض متلازمة هوفمان في الظهور لدى البالغين ويمكن مقارنتها بمتلازمة كوشر ديبريه سيميالجين التي تظهر في مرحلة الطفولة. تحدث متلازمة هوفمان نتيجة انخفاض هرمونات الغدة الدرقية («تي 3» و«تي4») المترافق مع ارتفاع هرمون «تي إس إتش».

## العلامات والأعراض
تشمل العلامات والأعراض كلًا من عدم تحمل التمرين، والإعياء العضلي، والشد العضلي، والألم العضلي، وتأخر الاسترخاء العضلي (التوتر العضلي الكاذب)، والوهن العضلي الداني، وتأخر المنعكسات الوترية العميقة (ضعف المنعكسات) خاصة في منطقة الكاحل والمظهر الرياضي الكاذب لعضلات الربلة المتضخمة. قد تتطور أيضًا حالات بطء القلب، وفقر الدم البسيط، وجفاف الجلد، وبحة الصوت وعدم تحمل البرد. قد يمتلك المصابون نتائج طبيعية، أو اعتلالية عصبية، أو اعتلالية عضلية أو مختلطة لتخطيط كهربائية العضل. يظهر المصابون أيضًا تراكيز طبيعية أو مرتفعة من كيناز الكرياتين المصلي. يمكن رصد علامة الاستسقاء العضلي (ارتفاع النسج العضلية استجابة للتنبيه اللمسي القرعي) في بعض الحالات. يمكن علاج متلازمة هوفمان باستخدام المعالجة الهرمونية الدرقية المعاوضة ويكون الإنذار جيدًا بشكل عام. تعود عضلات الربلة المتضخمة عادة إلى حالتها الطبيعية بعد فترة 3 أشهر تقريبًا من العلاج.

## التشخيص
تظهر الخزعة العضلية للاعتلال العضلي الناجم عن قصور الدرقية وجود ضمور من النوع II (نفضان سريع / حال للسكر) في الألياف العضلية وهيمنة الألياف العضلية من النوع I (نفضان بطيء / تأكسدي)؛ بالإضافة إلى الارتفاع الشاذ في تراكم الغلايكوجين. ما يزال السبب الكامن خلف تضخم العضلات المرصود في متلازمة هوفمان غير محدد بشكل واضح؛ قد يعود إلى تعديل أيض الكربوهيدرات، أو الرواسب المخاطانية أو رواسب الغليكوز أمينوغليكان. تظهر الخزعات العضلية المأخوذة من الأفراد المشخصين بمتلازمة هوفمان، ممن لم يظهروا أي تحسن في تضخم العضلات بعد تلقي المعالجة الهرمونية الدرقية المعاوضة، تضخمًا في ألياف العضلات مع نوى زائدة العدد، وبضعة ألياف متنخرة ورواسب مخاطانية في بعض الأماكن.

### التشخيص التفريقي
الأمراض المعروفة بعلامة المظهر الرياضي الكاذب لعضلات الربلة (تضخم العضلات أو تضخم العضلات الكاذب)، بما في ذلك عدم تحمل التمرين و/أو الوهن العضلي:
- متلازمة كوشر ديبريه سيميالجين (الاعتلال العضلي الطفولي الناجم عن قصور الدرقية)
- داء اختزان الغلايكوجين («جي إس دي – في» و«جي إس دي II» متأخر الظهور)
- تأتر العضل غير الحثلي وتأتر العضل الكاذب (مثل تأتر العضل الخلقي واعتلال برودي العضلي)
- الفساد العضلي الطرفي
- الحثل العضلي الدوشيني وسوء التغذية العضلي لبيكر
- التهاب العضل البؤري
- الأورام الحبيبية الغرناوية
- ترسبات النشواني في العضلات

يمكن حدوث اضطراب في أيض الغدة الدرقية بشكل ثانوي بسبب المرض الأولي. تتمثل إحدى المراضات المشتركة الشائعة لمرض مكاردل الاعتلالي العضلي الأيضي (داء اختزان الغلايكوجين من النوع V) في قصور الدرقية. يُعتبر أيضًا مراضة مشتركة لمرض بومبي متأخر الظهور (داء اختزان الغلايكوجين من النوع II). نظرًا إلى قدرة كل من قصور الدرقية وفرط نشاط الدرقية على إحداث اضطراب في أيض الغلايكوجين العضلي، من الهام النظر في التشاخيص التفريقية والمراضات المشتركة لها عند محاولة تحديد ما إذا كانت العلامات والأعراض عائدة إلى المرض الأولي أم الثانوي.